# Hieronymus Moosbrugger
Hieronymus Moosbrugger (* 28. Mai 1807 in Schoppernau, Vorarlberg; † 12. Dezember 1858 in Wien) war ein österreichischer Stuckbildhauer und Kunstmarmorierer und stammte aus der für ihre Baumeister, Stuckateure und Maler berühmten Moosbruggerfamilie. Er gilt als der letzte Vertreter der Vorarlberger Bauschule (Auer Zunft).

## Leben

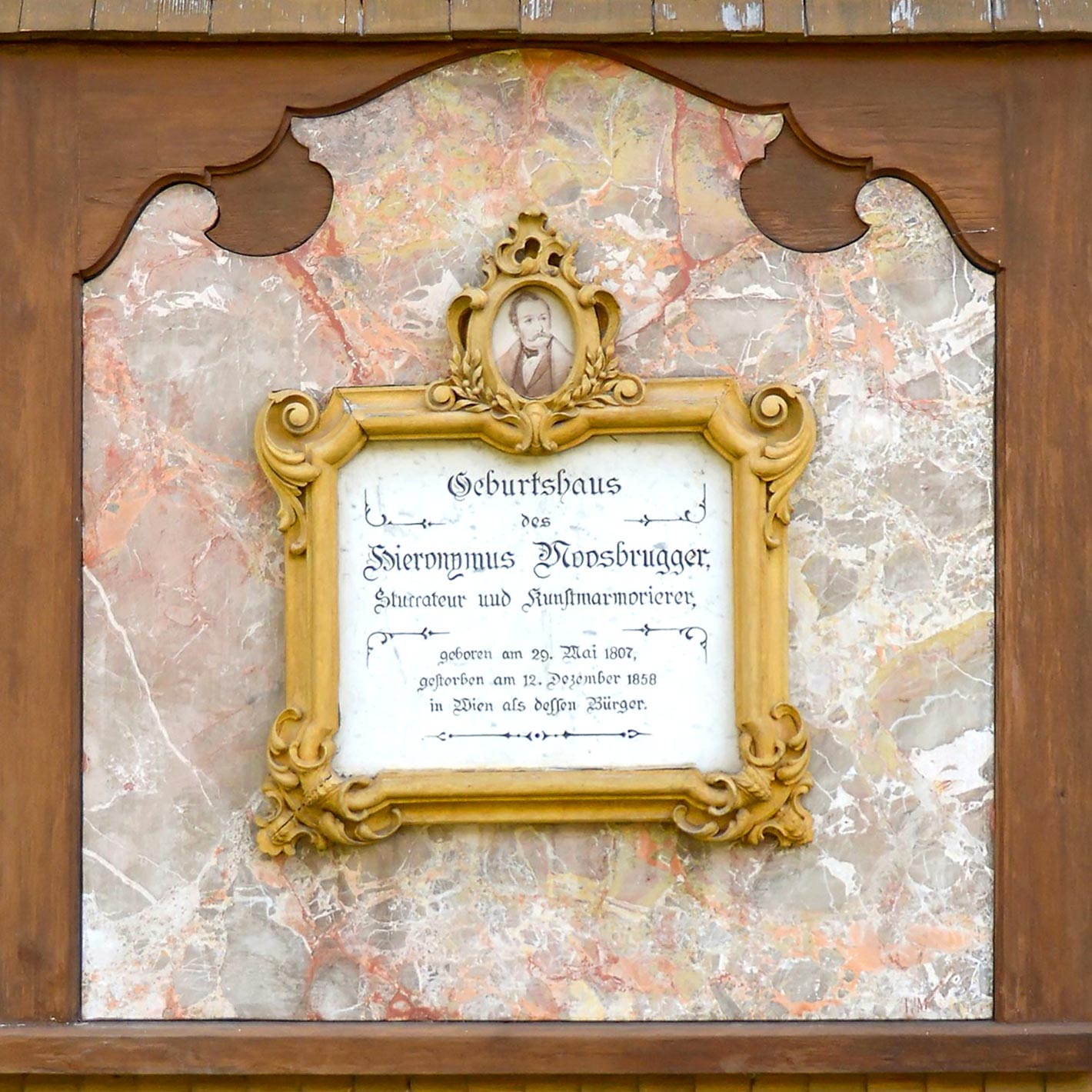
Hieronymus Moosbrugger, Gedenktafel am Geburtshaus in Schoppernau

Hieronymus Moosbrugger war der Sohn des Baumeisters Josef Simon Moosbrugger (1774–1828). In den von diesem errichteten Kirchen in Tirol war Hieronymus als Kirchendekorateur tätig. Dadurch wurde König Ludwig I. von Bayern auf ihn aufmerksam und erteilte ihm zwischen 1830 und 1834 Aufträge. Ab 1839 arbeitete Moosbrugger an zahlreichen Palais und Kirchen in Wien. Hier starb er 1858 an Typhus.
1909 wurde ihm zu Ehren die Moosbruggergasse in Wien-Meidling benannt.

## Werke
Marmorstuckarbeiten in
- Wien, Hofburg (Wände und Decken des Zeremoniensaals und der Säulenkolonnade des Rittersaals)
- Wien, Liechtensteinsches Majoratsgebäude, Bankgasse 9 (1841–45)
- Wien, Esterházypalais, Wallnerstraße 4
- Wien, Palais Erzherzog Rainer
- Wien, Niederösterreichisches Landhaus (Marmorsaal)
- Wien, Altes Rathaus (Gemeinderats-Sitzungssaal)
- Wien, Palais Pálffy an der Wallnerstraße
- Wien, Palais Pallavicini
- Wien, Palais Lobkowitz
- Wien, Palais Schwarzenberg, Neuer Markt 8
- Wien, Palais Dietrichstein, Währinger Straße 30
- Wien, Palais Harrach
- Wien, Palais Palm
- Wien, Palais Rothschild, Rennweg
- Wien, Griechische Kirche, Fleischmarkt 13
- Wien, Arsenal, Heeresgeschichtliches Museum (Stiegenhaus)
- Wien, Österreichisch-ungarische Bank, Freyung 2